# Molophilus palpifer
Molophilus palpifer là một loài ruồi trong họ Limoniidae. Chúng phân bố ở miền Cổ bắc.